# Нови цветя
„Нови цветя“ е българска пънк група от Кюстендил, създадена през 1979 – 1980 г. и считана за първата българска пънк група.

## История
В основата на „Нови цветя“ (подвизавали се и под безброй други имена) са Сашо и Павел Бозовайски, Иван Попов-Джони, Краси Бараклийски, Валери Стоичков и Вальо Осоговски. Започват да записват „парчета“ през 1974 – 1975 г. на ролков магнетофон „Smaragd“ – моно. Павел Бозовайски изработва барабани за групата от пресован картон. Брат му Сашо приспособява старо лампово радио и грамофон за усилватели. Репетират в лятната кухня на Джони, а шумът е оглушителен. В средата на 70-те се опитват да свирят хардрок, но не им се получава и минават на пънк. Постоянно имат проблеми с Народната милиция – за коси, значки (направени от бирени капачки) и дрехи, които не се вписват в сивото социалистическо ежедневие.
Бъдещите членове на групата чуват за първи път пънк музика по радио Скопие. През бандата минават и оставят следи Румен Стойчев, Ники Николов-Фичето, Иво Христов-Френки, Ицо Спасов-Мустака, Слави Бойков, Кольо Чушката, Емил Христов-Ментата, Ангел Павлов-Геле и много други.
След аварията в Чернобил записват парчето „Радиация“. С групата ДДТ от София записват „Ние сме кретени“. На рок музиката в НРБ се гледа като на упадъчно западно изкуство, а пънкът е направо забранен. Възможностите за сценични изяви са меко казано нулеви. Заедно с местния дисководещ Олег Михайлов-Пери избират достатъчно безобидното и безлично име Нови цветя, за да вземат участие във фестивал на художествената самодейност. Печелят награда-будилник. Включват се в хепънинг на художника Румен Саздов пред галерията „В.Димитров-Майстора“. Това са единствените им участия на живо преди 1989, след които обаче попадат в полезрението на ДС. Привиквани са разпитвани всяка седмица в Районно управление на МВР Кюстендил. Обявяват ги за по-опасни от криминалните престъпници, проводници на западно влияние и врагове на социализма. Групата почти се разпада и не е активна до падането на комунизма.
Идва 1989 г., съборени са идеологическите бариери и цензурата, започват записи и концерти (Зад опашката на коня, „Универсиада“). Емил Братанов пуска две техни парчета в Блек топ. През 1993 г. излиза касетата „Нови Цветя“ (Самиздат), по-късно издадена с бонуси от Ивайло Тончев(AON), който издава и „Земен рай“. Участват в международни и БГ компилации.
В началото на 1990-те години участват в знаменателния концерт в Бирената фабрика заедно с „Виолетов генерал“ и „Зеленото убива“. Връх в кариерата на Нови цветя е концерта на U.K.Subs през 2007 г., където са поканени за подгряваща група. Български и чужди банди (APURTU) правят кавъри на техни парчета. През 2017 излиза и последният им албум „НА АБОРДАЖ“ – HOT SHOT VINYL
През 2019 излиза сборната плоча COLD WAR COLLECTION на американския лейбъл PUKE'N'VOMIT.RECORDS

## Албуми
- „РАДИАЦИЯ 1979 – 1995“ (2004-CD, AON Rcrds)

1. Тиха лятна вечер
2. Дресировка
3. Авантюра
4. Патриот
5. Радиация
6. Няма да имам искания
7. Рок Маниак 2
8. След празника
9. Панелен блок
10. Знаеш ли...
11. Еротика и порно
12. Пролет
13. Хайде в „Кореком“
14. Писма горещи
15. Спрете музиката
16. Мелодрама
17. Майка и ми каза
18. Радиация
19. Свят мъглив
20. Лека нощ
21. Хайде в „Кореком“
22. Гнусната печал
23. Живот
24. Рок маниак 1
25. Кюстендил
26. Гнусната печал
27. Сняг
28. Punk’n’Roll
29. Блейк

- „ЗЕМЕН РАЙ“ (2007-CD, AON Rcrds)
- „НА АБОРДАЖ“ (2017-LP, HOT SHOT VINYL)
- COLD WAR COLLECTION(2019-LP, PUKE'N'VOMIT.RCDS USA)